# Актолагай
Актолагай (каз. Ақтолағай) — горная гряда протяженностью 90 км на территории Байганинского района, Актюбинской области. 
Длина плато — 90 км, ширина 5 —10 км. Высота самой высокой точки Нартобе составляет 302 м. Смыкается с Прикаспийской низменностью вдоль берега реки Жем. Сложена меловыми породами. Западный склон крутой, расчленен логами и оврагами. С Актолагая берёт начало река Терисаккан. К западу расположено озеро Толагай-сор. На сероземах и солончаках произрастают полынь, биюргун, тасбиюргун, серая полынь, боялыч.
Местные жители называют Актолагай музеем под открытым небом, некоторые жители называют это место Алатау. Здесь можно увидеть множество скульптур, таких как лев, титаник, шахматная принцесса, верблюд, черепаха, пирамида, сфинкс, шахматная ладья, юрта, пирамиды и др.
По словам аксакалов, кюй Курмангазы "Алатау" посвящен именно этому ущелью.
Еще одна удивительная особенность урочища Актолагай заключается в том, что за сутки из-за солнца, плато меняет свой цвет 3 раза. Желтоватый рано утром, днем — белый, а вечером приобретает голубоватый цвет.
Ущелье имеет знаменитую вершину в виде тюбетейки, которую называют вершиной Кулшара. В свое время герой рода Адай по имени Құлшар вырыл пещеру над вершиной и защищался от врага. Высота горы, на которую можно подняться только с Земли, составляет 251 м. На вершине горы, по которой ведет одиночная дорога, стоит могила батыра.
Актолагай —  бывшее дно океана. Аргументами являются найденные зубы акул, позвоночники кита, встречающиеся на каждом шагу окаменелые панцири черепах, моллюски, океанские ежи.